# ISO 3166-2:TK
Pour un article plus général, voir ISO 3166-2.
 (juillet 2024).

Tokelau

ISO 3166-2:TK est l'entrée pour Tokelau dans l'ISO 3166-2, qui fait partie du standard ISO 3166, publié par l'Organisation internationale de normalisation (ISO), et qui définit des codes pour les noms des principales administration territoriales (ex. : provinces ou États fédérés) pour tous les pays ayant un code ISO 3166-1.
Les Tokelau sont sous souveraineté néo-zélandaise mais avec une certaine autonomie.
Actuellement aucun code ISO 3166-2 n'est défini pour Tokelau.
Tokelau est officiellement assigné au code ISO 3166-1 alpha-2 TK.